# Petricor

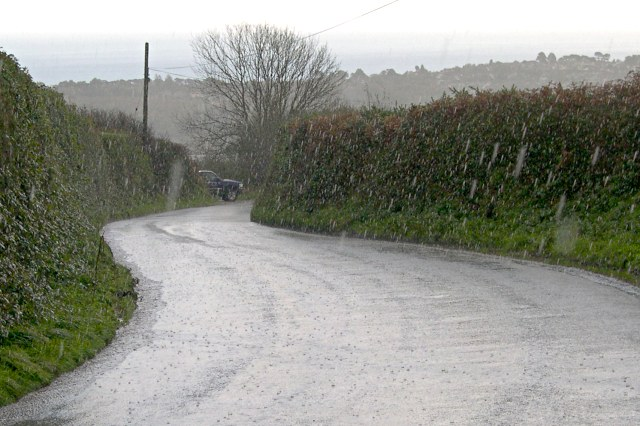
Lluvia sobre un camino de Cornualles, Inglaterra.

El término petricor es el nombre del olor que se produce al caer la lluvia en los suelos secos, conocido popularmente como «aroma a tierra mojada» u «olor a lluvia». Se define como «el distintivo aroma que acompaña a la primera lluvia tras un largo período de sequía», aunque no está aún tipificada en la RAE.

## Etimología
Adaptación del término inglés petrichor, formada a partir del πέτρος pétros, ‘piedra’ e ἰχώρ ichór, ‘sangre de los dioses homéricos’. En la mitología griega se dice que el icor es la esencia que corre por las venas de los dioses en lugar de sangre.

## Origen del término
Mucho antes de que este fenómeno recibiera su nombre en 1964, ya había sido observado y discutido en los círculos científicos.
El 17 de abril de 1891, apareció en The Chemical News una breve nota sobre el fenómeno, escrita por Thomas Lambe Phipson [fr] (1833-1908); fue reeditada íntegramente, un mes después, en The Scientific American—en el que escribió: "Este tema, en el que estuve ocupado hace más de veinticinco años, parece, según un párrafo de un último número del Chemical News, haber atraído recientemente la atención del profesor Berthelot y [Monsieur G.] Andre".
Phipson se refería a un breve artículo leído por Berthelot y André en la reunión de la Academia de Ciencias francesa el 23 de abril de 1891, e impreso en el volumen 112 (1891) de Comptes Rendus, titulado "Sur l'odeur propre de la terre" ("Sobre el olor de la tierra").
El término petricor (petrichor en inglés), fue propuesto por primera vez en 1964 por los geólogos australianos, Isabel Joy Bear y R. G. Thomas, en la revista Nature (993/2). En su artículo, los autores lo describieron como «el olor que deriva de un aceite exudado por ciertas plantas durante periodos de sequía». 

Estructura molecular de la geosmina, el principal compuesto causante del olor a petricor.

En un trabajo posterior, Bear y Thomas (1965) demostraron que estos aceites aromáticos retardan la germinación de las semillas y el crecimiento de las plantas. Esto podría indicar que las plantas exudan estos aceites con la finalidad de proteger a las semillas, evitando que germinen en épocas de sequía. Después de periodos de sequía en zonas desérticas, el olor es mucho más perceptible y penetrante cuando llega el periodo de lluvias. Por su compleja composición (más de cincuenta sustancias), el petricor no ha podido ser sintetizado.

## Química
Aunque el petricor es conocido desde la antigüedad, las primeras referencias sobre la naturaleza química del olor a tierra mojada datan de finales del siglo XIX.
El principal compuesto químico detrás del olor a petricor es la geosmina, un producto metabólico de una clase de bacterias que habitan en el suelo llamadas actinomicetos, principalmente la Streptomyces coelicolor y algunas cianobacterias. Lo producen en el suelo circundante y la lluvia lo altera, esparciéndolo por el aire y permitiendo su detección. Se ha estimado que los humanos pueden detectar geosmina en concentraciones tan bajas como 5 partes por billón (1012), lo que equivale aproximadamente a una cucharada de geosmina en 200 piscinas olímpicas.
Otro causante del olor a petricor son los aceites producidos por las plantas, especialmente cuando hay un período relativamente largo de tiempo seco. Estos aceites quedan absorbidos en la superficie de las rocas, principalmente las sedimentarias, como las arcillosas, y al entrar en contacto con la lluvia es liberado en el aire junto con geosmina.
Los estudios han sugerido que las plantas producen una mezcla particular de aceites durante el clima seco, diseñada para inhibir el crecimiento y minimizar la competencia por el agua. Estos aceites se acumulan en el suelo y en las rocas; Luego, la lluvia hace que una variedad de compuestos volátiles más pequeños que contienen se liberen al aire.
El olor antes de la lluvia, sin embargo, tiene una causa diferente. En particular, es consecuencia de la carga eléctrica presente en la atmósfera. Esto provoca la división de algunas moléculas de oxígeno en la atmósfera en átomos de oxígeno individuales, que luego pueden combinarse con otras moléculas de oxígeno en la atmósfera para formar ozono, {\displaystyle {\ce {O_3}}}. A pesar de que el ozono se encuentra en capas superiores de la atmósfera, las corrientes descendentes de viento producidas por una tormenta pueden arrastrarlo hacia capas inferiores, lo que nos permite detectarlo.

## Implicaciones ecológicas
Según algunos investigadores, la geosmina se utiliza como elemento de un cierto lenguaje químico entre bacterias del género Streptomyces y otros organismos. Los animales pueden detectar concentraciones extremadamente bajas de geosmina en el aire y otras sustancias similares liberadas por Streptomyces en el suelo húmedo.
Se sabe que los camellos, por ejemplo, son capaces de encontrar agua en el desierto desde distancias de hasta 80 km guiándose solo por el olfato. Lombrices, nematodos o ciertos insectos son capaces de guiarse por la geosmina para encontrar zonas húmedas en el suelo. La geosmina podría ser parte de un mecanismo de atracción para que los animales, al beber, puedan propagar los microorganismos que la producen. De este modo, Streptomyces sería capaz de atraer a un animal sediento mediante la geosmina. Al beber, las esporas bacterianas se adhieren a su pelo o su piel y el animal las transportaría a otro lugar húmedo que colonizar. 
Insectos como el mosquito Aedes aegypti se ven atraídos por la geosmina, ya que necesita encontrar zonas húmedas donde poner sus huevos. Otros, como la mosca de la fruta (Drosophila melanogaster), por ejemplo, rechazan el alimento cuando la detectan, ya que podría estar contaminado por microbios patógenos.